# 旅行者1号

直到 2020 年，星際探測器（正方形）和其他的天體（圓形）的日心位置，以及發射和飛越的日期。標記表示著每年1月1日的位置，每五年的時段則標記一次。
圖1是從黃道北極按比例觀察的；圖2到4則是20%比例的多視圖正交投影。
在[ SVG文件中，]將游標懸停在軌跡或軌道上以突出顯示它及其相關的發射以及飛越的相對位置。

旅行者1号（英語：Voyager 1）是美國國家航空暨太空總署（NASA）研制的一艘无人外太阳系太空探測器，重825.5kg，于1977年9月5日发射，部分功能截至目前依然正常运作，並持續與NASA的深空網路通訊。它是有史以来距离地球最远的人造飞行器，也是第一个离开太阳系的人造飞行器。受惠于几次的引力加速，旅行者1号的飞行速度比现有任何一个飞行器都要快些，这使得较它早两星期发射的姊妹船旅行者2号永远都不会超越它。它的主要任务在1979年经过木星系统、1980年经过土星系统之后，结束于1980年11月20日。它也是第一个提供了木星、土星以及其卫星详细照片的探测器。2012年8月25日，“旅行者1号”成为第一个穿越太阳圈并进入星际介质的宇宙飞船。截至2024年12月止，旅行者1号正处于离太阳166.28 AU（24.9 × 109 km；15.5 × 109 mi）的位置，是离地球最远的人造物体。
旅行者1号目前在沿双曲线轨道飞行，并已经达到了第三宇宙速度。这意味着它的轨道再也不能引导太空船飞返太阳系，与失联的先驱者10号及已停止運作的先驱者11号一样，成为了一艘星际太空船。
旅行者1号原先的主要目标，是探测木星与土星及其卫星与环。现在任务已变为探测太阳风顶，以及对太阳风进行粒子测量。两艘旅行者号探测器，都是以三块放射性同位素热电机作为动力来源。这些发电机目前已经大大超出了起先的设计寿命，一般认为它们在大约2030年代之前，仍然可提供足够的电力令太空船能够继续与地球联系。钚核电池能够保证旅行者号上搭载的科学仪器继续工作至2025年。預計2036年，讯号传输的电力将消耗殆尽。一旦电池耗尽，旅行者1号仍将继续向银河系中心前进，但无法再向地球发回数据。
2023年12月12日起，旅行者1號的内存单元出现故障，僅能重複發送相同的資料，于2024年4月20日修复。

## 计划背景
在20世纪60年代，NASA提出“行星之旅计划”（Planetary Grand Tour），研议发射一对探测器飞越所有的外行星，并计划于70年代开始着手进行。先锋10号搜集到的数据让科学家对木星磁场有更进一步的了解，帮助工程师设计更佳的探测器，以更有效地应对木星周围强烈的辐射环境。但由于预算过高，行星之旅计划便遭取消。
旅行者1号原本被当成水手号计划的一部分，并被命名为“水手11号”，但是后来由于预算遭到削减，NASA便成立一个独立的计划，称为“木星—土星水手计划”，并同时将此计划作为行星之旅计划的缩小版本。后来，由于天文学家认为该探测器的设计已经大幅超过原先水手号计划的探测器，值得获得独立的新名称，因此将计划改称为“旅行者计划”（Voyager program）。

## 构造
旅行者1号是由喷气推进实验室建造的，其配有“姿态调节控制子系统”（ACS），包含16个联氨推进器、三轴稳定陀螺仪，以及将探测器的无线电天线指向地球的仪器。该系统还包括了大多数仪器的冗余单元和8个备用推进器。旅行者1号还拥有11个科学仪器，用于研究如行星等在太空中飞行时可能会遭遇的天体。

### 通信系统

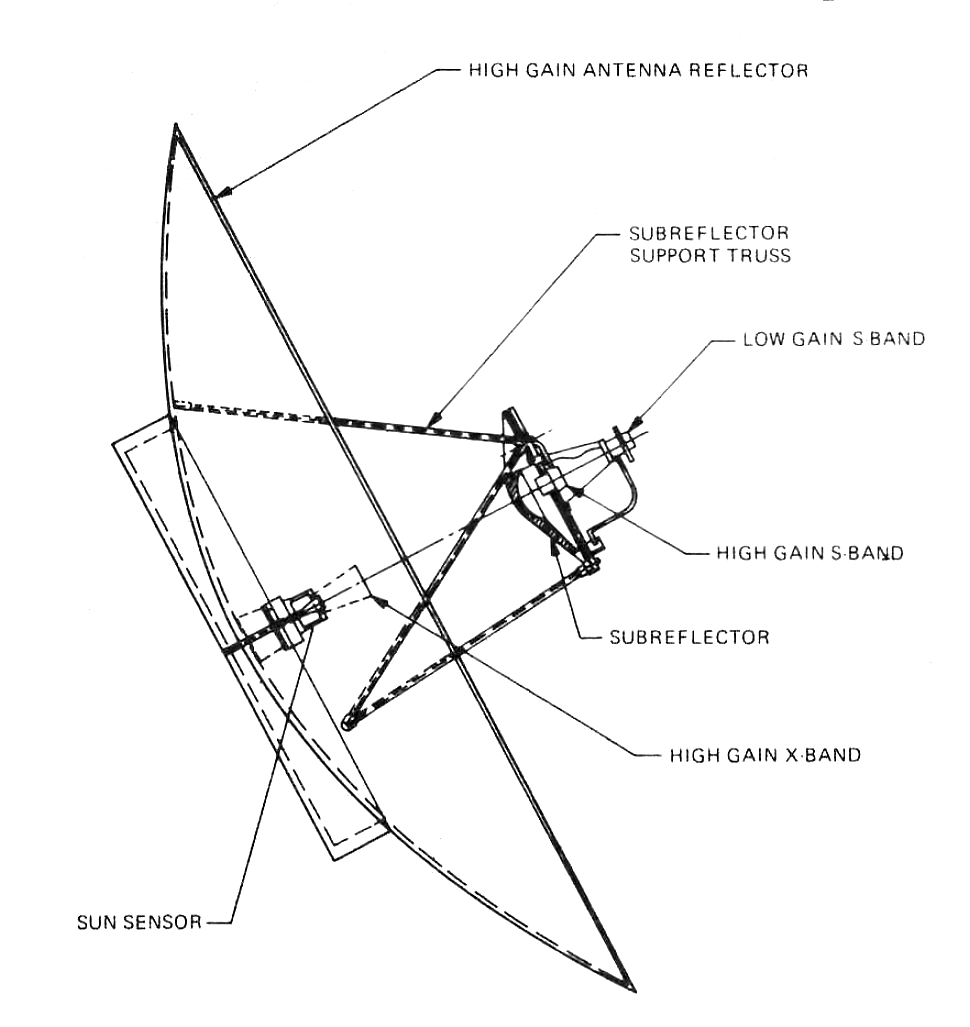
用于旅行者号的直径3.7 m高增益卡塞格林天线

旅行者1号的无线电通信系统被设计用来达到并超越太阳系的极限。该通信系统包括一个直径3.7米（12英尺）的高增益卡塞格林天线，通过地球上的三个深空网络站发送和接收无线电波。旅行者1号通常以2.3 GHz或8.4 GHz的频率在深空网络通道18中传输数据，而从地球到旅行者1号的信号則以2.1 GHz發送。
当旅行者1号无法与地球直接通信时，它的数字磁带记录器（DTR）可以记录大约67MB的数据，以便在另一个时间传输。截至2024年，旅行者1号发出的信号需要超过23小时才能到达地球。

### 电池
旅行者1号在吊杆上安装了三个放射性同位素热电机（RTG）（以下會簡稱為RTG）。 每个MHW-RTG包含24个压制的钚-238氧化物球体。RTG在旅行者1号刚发射时能够产生大约470W的电力，其余的则作为余热消散。由于燃料87.7年的半衰期和热电偶的退化，RTG的电力输出会随着时间的推移而下降，但该船的RTG能继续让船上的部份装置持续运行至2025年。

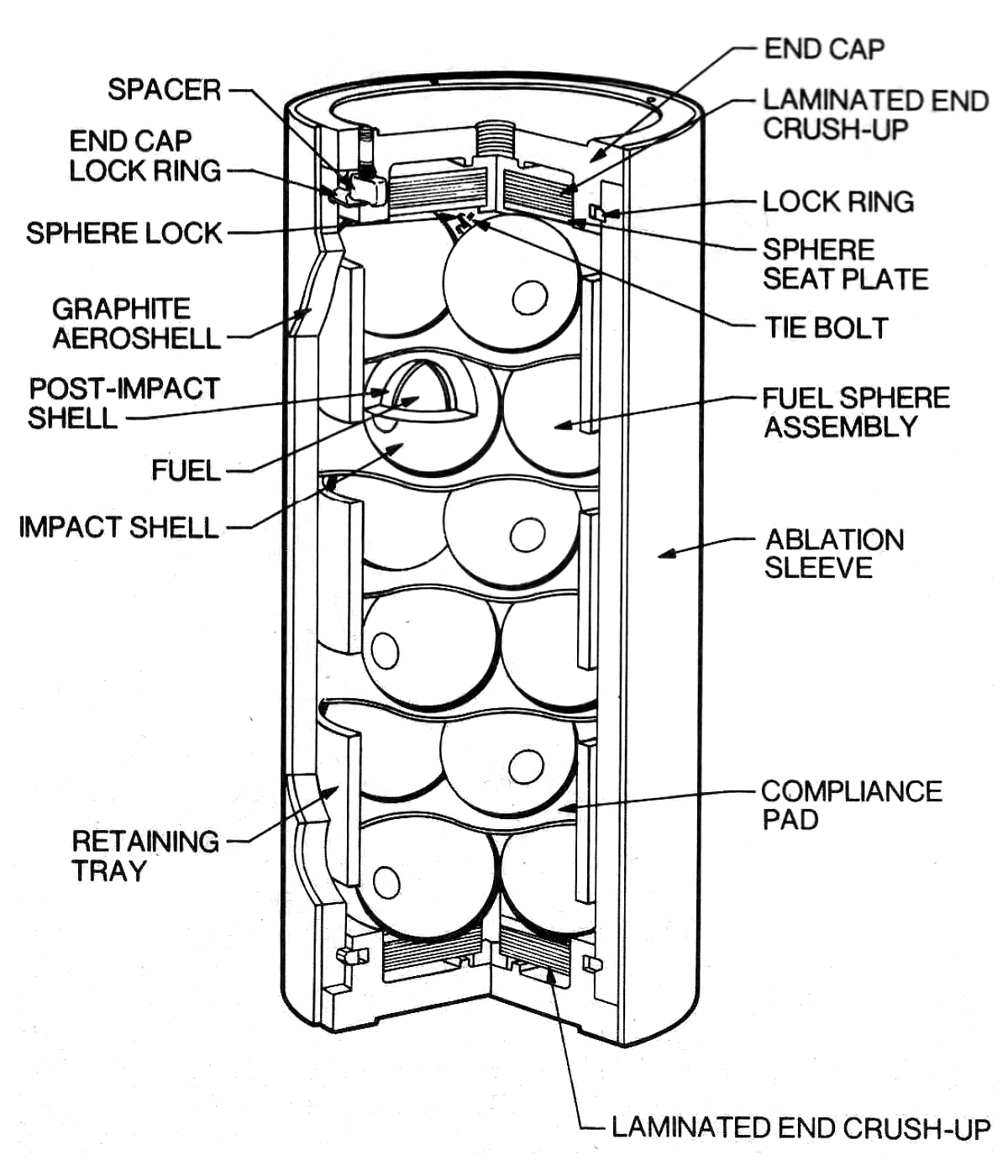
RTG燃料容器示意图，绘出了钚-238氧化物球体
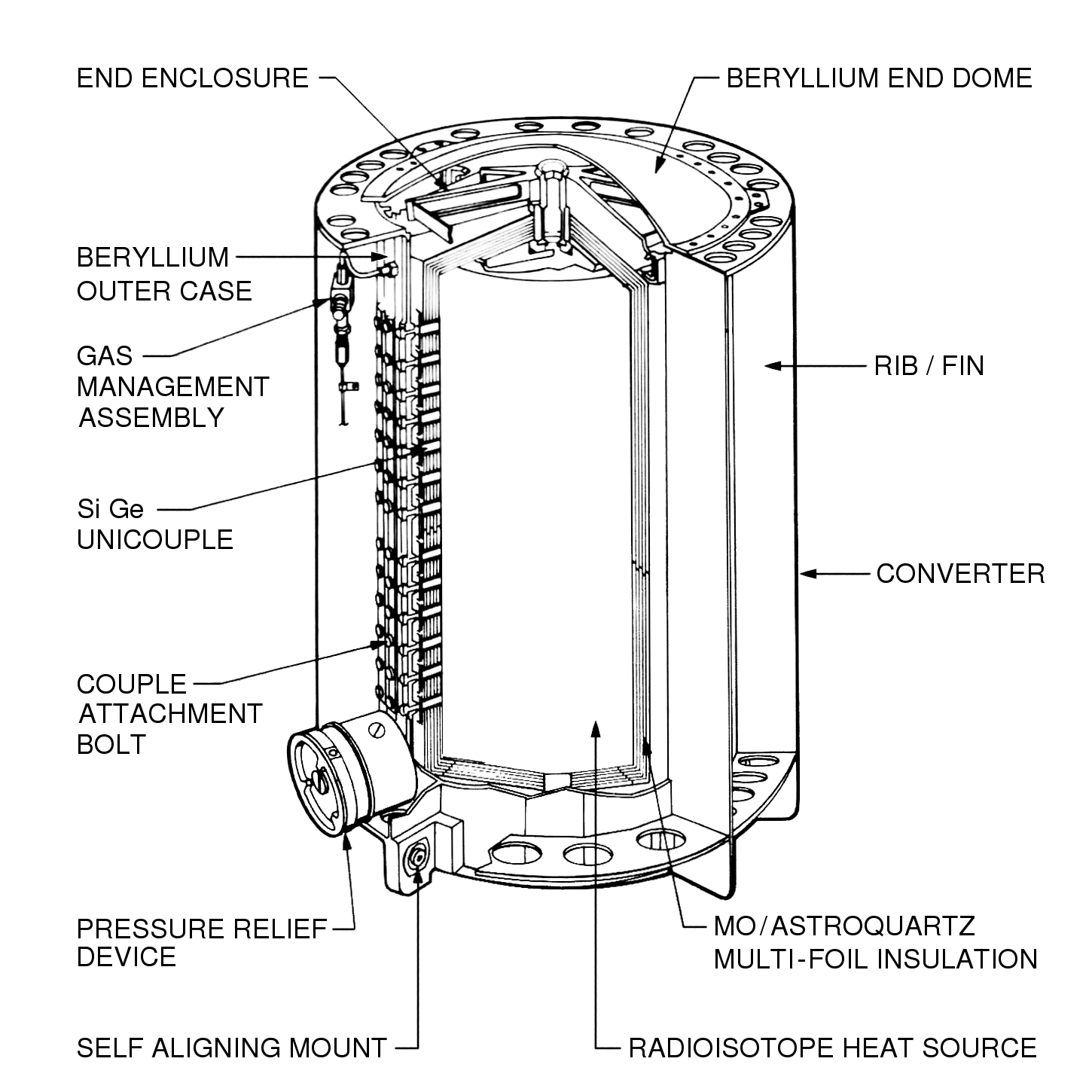
RTG外壳示意图，显示了发电硅锗热电偶
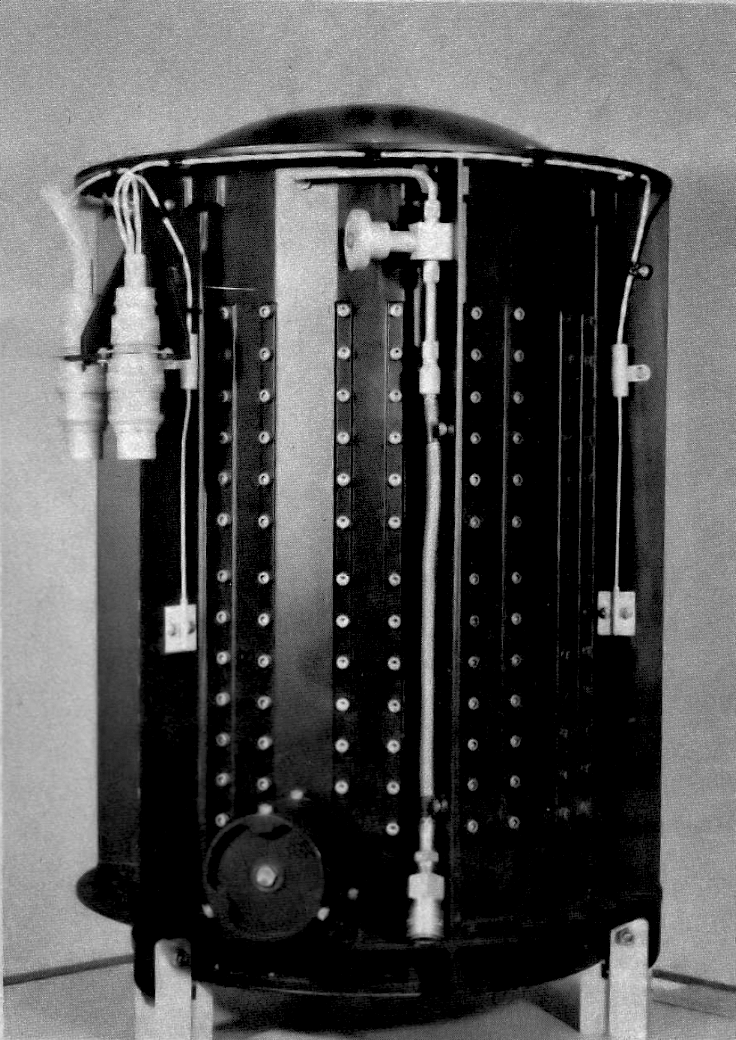
RTG装置的模型

截至2025年7月4日，旅行者1号还有68.52％的钚-238燃料（与刚发射时相比）。至2050年，约将剩余56.5％的燃料。

### 电脑
与其他机载仪器不同的是，旅行者1号的可见光相机不是自动操作的，而是由其中一个机载电脑“飞行数据子系统”（FDS）中的成像参数表控制。自20世纪90年代以来，太空探测器通常都装备完全自动操作的相机。
“计算机指令子系统”（CCS）負責控制摄像机。CCS包含了固定的计算机程序，如命令解码、故障检测和校正程序、天线指向程序和航天器排序程序。这台电脑是上世纪70年代海盗号轨道飞行器使用的改良版。旅行者中两个定制的CCS子系统的硬件是完全相同的，只是在软件上做了小的修改：其中一个有科学子系统，而另一个沒有。
“姿态調節控制子系统”（ACS）控制航天器的方向（姿态）。ACS使高增益天线指向地球，控制姿态变化，并对扫描平台进行定位。两个旅行者的定制ACS系统都是一样的。

### 科学仪器
| 窄角镜头滤镜 | 窄角镜头滤镜 | 窄角镜头滤镜 | 窄角镜头滤镜 |
| 名称         | 波长         | 频谱         | 灵敏度       |
| ------------ | ------------ | ------------ | ------------ |
| 无色         | 280–640 nm   |              |              |
| UV           | 280–370 nm   |              |              |
| 紫光         | 350–450 nm   |              |              |
| 蓝光         | 430–530 nm   |              |              |
| '            | '            |              | '            |
| 绿光         | 530–640 nm   |              |              |
| '            | '            |              | '            |
| 橙光         | 590–640 nm   |              |              |
| '            | '            |              | '            |

| 广角镜头滤镜 | 广角镜头滤镜 | 广角镜头滤镜 | 广角镜头滤镜 |
| 名称         | 波长         | 频谱         | 灵敏度       |
| ------------ | ------------ | ------------ | ------------ |
| 无色         | 280–640 nm   |              |              |
| '            | '            |              | '            |
| 紫光         | 350–450 nm   |              |              |
| 蓝光         | 430–530 nm   |              |              |
| CH4-U        | 536–546 nm   |              |              |
| 绿光         | 530–640 nm   |              |              |
| Na-D         | 588–590 nm   |              |              |
| 橙光         | 590–640 nm   |              |              |
| CH4-JST      | 614–624 nm   |              |              |

| 窄角镜头滤镜 | 窄角镜头滤镜 | 窄角镜头滤镜 | 窄角镜头滤镜 |
| 名称         | 波长         | 频谱         | 灵敏度       |
| ------------ | ------------ | ------------ | ------------ |
| 无色         | 280–640 nm   |              |              |
| UV           | 280–370 nm   |              |              |
| 紫光         | 350–450 nm   |              |              |
| 蓝光         | 430–530 nm   |              |              |
| '            | '            |              | '            |
| 绿光         | 530–640 nm   |              |              |
| '            | '            |              | '            |
| 橙光         | 590–640 nm   |              |              |
| '            | '            |              | '            |

| 广角镜头滤镜 | 广角镜头滤镜 | 广角镜头滤镜 | 广角镜头滤镜 |
| 名称         | 波长         | 频谱         | 灵敏度       |
| ------------ | ------------ | ------------ | ------------ |
| 无色         | 280–640 nm   |              |              |
| '            | '            |              | '            |
| 紫光         | 350–450 nm   |              |              |
| 蓝光         | 430–530 nm   |              |              |
| CH4-U        | 536–546 nm   |              |              |
| 绿光         | 530–640 nm   |              |              |
| Na-D         | 588–590 nm   |              |              |
| 橙光         | 590–640 nm   |              |              |
| CH4-JST      | 614–624 nm   |              |              |

- 太空模拟器室中的旅行者1号
- 航海家金唱片正被装入旅行者1号
- NASA喷气推进实验室前主任，爱德华·C·斯通，站在旅行者1号模型前
- 各个科学仪器的位置用图表表示

## 任务概要
旅行者1号最初计划属于美国水手号计划的一部分，它的设计利用了属于当时的新技术引力加速。幸运的是，这次任务刚巧碰上了176年一遇的行星几何排列。太空船只需要少量燃料以作航道修正，其余时间可以借助各个行星的引力加速，以一艘太空船就能造访太阳系里的四颗气体巨行星：木星、土星、天王星及海王星。两艘姊妹船旅行者1号及2号就是为了这次机会而设计，它们的发射时间是被计算过以便尽量充分利用这次机会。亦拜这次机会所赐，两艘太空船只需要用上12年的时间就能造访四个行星，而非一般的30年时间。

### 时间表
| 旅行者1号从地球上发射后的轨迹。它在1981年于土星的位置与黄道分道扬镳，转往蛇夫座方向前进至今。 |

| 时间       | 事件                                    |
| ---------- | --------------------------------------- |
| 1979-03-05 | 与木卫系统接触                          |
| 006:54     | 飞掠阿马尔塞，高度420,200公里。         |
| 012:05:26  | 抵达距木星质心最近处，高度348,890公里。 |
| 015:14     | 飞掠埃欧，高度20,570公里。              |
| 018:19     | 飞掠欧罗巴，高度733,760公里。           |
| 1979-03-06 |                                         |
| 002:15     | 飞掠盖尼米德，高度114,710公里。         |
| 017:08     | 飞掠卡利斯多，高度126,400公里。         |
| 1979-04-13 | 阶段结束                                |

| 时间       | 事件                                    |
| ---------- | --------------------------------------- |
| 1980-11-12 | 与土卫系统接触                          |
| 005:41:21  | 飞掠泰坦，高度6,490公里。               |
| 022:16:32  | 飞掠忒堤斯，高度415,670公里。           |
| 023:46:30  | 抵达距土星质心最近处，高度184,300公里。 |
| 1980-11-13 |                                         |
| 001:43:12  | 飞掠弥玛斯，高度88,440公里。            |
| 001:51:16  | 飞掠恩赛勒达斯，高度202,040公里。       |
| 006:21:53  | 飞掠瑞亚，高度73,980公里。              |
| 016:44:41  | 飞掠海碧尔琳，高度880,440公里。         |
| 1980-12-14 | 阶段结束                                |

| 延伸任务   | 延伸任务 |
| ---------- | --- |
| 1990-02-14 | 旅行者1号拍摄了整个旅行者计划中最后一张相片太阳系全家福。终止了廣角和窄角相機的运作。                                                          |
| 1998-02-17 | 旅行者1号超越先锋10号，成为距离太阳最遥远的航天器，距离地球约69.419 AU。 旅行者一号每年以超过1 AU的速度离开太阳，比先锋10号还要快。            |
| 1998-06-03 | 终止了红外干涉仪及光谱仪运作。 |
| 2004-12-17 | 于距地球94 AU处通过终端震波并进入了日鞘。 |
| 2007-02-02 | 终止了等离子子系统运作。 |
| 2007-04-11 | 终止了等离子体子系统的加热器。 |
| 2008-01-16 | 终止了行星无线电天文实验运作。 |
| 2012-08-25 | 于距地球121 AU处越过太阳圈，进入星际空间。 |
| 2014-07-07 | 进一步确认该探测器已抵达星际空间。 |
| 2016-04-19 | 终止了紫外光谱仪运作。 |
| 2017-11-28 | “轨迹修正机动”(TCM) 推进器自1980年11月以来首次使用进行了测试。                                                                                 |
| 2022-07-14 | “旅行者1号”已到达距地球的距离为 23.381 × 109 km（14.528 × 109 mi；156.29 AU），距太阳的距离为 23.483 × 109 km（14.592 × 109 mi；156.97 AU） 。 |
| 2023-12-12 | 機載電腦出現問題，導致其無法將可用資料傳回地球。                                                                                               |
| 2024-04-20 | 以失去3%的存储为代价恢复正常通讯 |
| 2025-02-25 | 终止了宇宙射线系统运作。 |
| 2025-03-30 | 在备用滚转推进器失效前，恢复了原被认为失效的主滚转推进器。                                                                                     |

### 发射和轨迹
旅行者1号在1977年9月5日于佛罗里达州的卡纳维尔角，被搭载在一枚泰坦3号E半人马座火箭上发射升空。刚好于旅行者2号在1977年8月20日的发射两个星期之后不久。虽然旅行者1号发射较晚，1号却被发射进入更短的轨迹之中，让它又比2号更早到达木星和土星.。
最初，因为在泰坦3号E火箭燃烧过程的第二阶段裡出现了约一秒钟的燃烧不足，使地面的工作人员曾担心会使太空船因此而不能到达木星。后来幸好证实了在泰坦三E运载火箭的上层仍有足够的燃料燃烧。
- 由泰坦3号E半人马座火箭发射升空的旅行者1号
- “旅行者1号”的主要任务的轨迹。
- “旅行者1号”从1977年9月到1981年12月31日的轨迹动画
   “旅行者1号”  ·   地球 ·   木星 ·   土星 ·   太阳

### 拜访木星

“旅行者1号”围绕木星运行的轨迹动画
“旅行者1号”·
木星·
木卫一·
木卫二·
木卫三·
木卫四

旅行者1号发射后，首次在1979年1月开始对木星进行拍摄。1979年的3月5日，旅行者1号飞行至距离木星中心349,000公里（217,000英里）的最近点。由于在如此近距离掠过，以及更佳的相机解析度，太空船在48小时的近距离飞行时间中，得以对木星的卫星、环、磁场以及辐射带作深入瞭解及高解像度拍摄。整个拍摄过程最终于1979年4月完成。
木卫一上持续的火山活动的发现可能是最大的惊喜。 这是第一次在太阳系的另一个天体上发现活火山。木卫一上的活动似乎影响了整个木星系统。 木卫一似乎是木星磁层中物质的主要来源——木星磁层是围绕木星的空间区域，受到木星强磁场的影响。 在木星的磁層的外缘检测到硫、氧和钠，它们显然是由木卫一的火山喷发并通过高能粒子的撞击从表面溅射出来的。
两艘太空船对木星及其卫星作出了不少重要发现，像是它的卫星、辐射带以及发现木星竟有前所未见的行星环。最令人惊讶的是在木卫一上发现了火山活动。这个发现是在地球上从未观察到的，就连先驱者10号及11号也并未观察到。
- 从旅行者1号上看到的大红斑。
- 木星大气层的详细伪彩色照片。
- 木卫一上的活火山Ra Patera的熔岩流。
- 洛基火山的喷发羽流在木卫一的边缘升起。

- 木卫二地表遍布线条，却没有撞击坑，距地表280万公里拍摄。
- 木卫三地表呈现断裂构造，距地表253000公里拍摄。
- 木卫四上的瓦尔哈拉撞击坑.
- 旅行者1号接近木星的延时电影。(链接到全尺寸视频)

### 拜访土星

“旅行者1号”围绕土星轨迹的动画
“旅行者1号”·
土星·
土卫一·
土卫二·
土卫三·
土卫五·
土卫六

“旅行者1号”在顺利地借助了木星的引力后，太空船朝土星的方向进发。旅行者1号于1980年11月掠过土星，于11月12日飞行至距离土星最高云层124,000公里（77,000英里）以内的位置。太空船探测到土星环的复杂结构，并且对土卫六上的大气层进行了观测。
旅行者1号发现，土星上层大气的大约百分之七是氦气（相比之下，氦气占木星大气的百分之十一），而其余的几乎都是氢。由于预计土星的内部氦丰度与木星和太阳的氦丰度相同，因此高层大气中较低的氦丰度可能意味着较重的氦可能会缓慢地通过土星的氢下沉。这可能解释了土星辐射出的多余热量超过了从太阳接收到的能量。土星上的风速很高。在赤道附近，旅行者号测得的风速约为500 m/s（1,100 mph）。风向主要为东风。
旅行者1号在中纬度地区多大气中发现了类似于极光的氢紫外线辐射，并在极地纬度（65度以上）地区发现了极光。高水平的极光活动可能导致形成复杂的烃分子，这些分子被运往赤道。目前，土星上仅在阳光照射的地区出现的中纬度极光仍然是一个谜题，因为已知会在地球上引起极光的电子和离子轰击主要发生在高纬度地区。旅行者1号测得土星的自转周期（土星日的长度）为10小时39分24秒。
旅行者1号的任务包括飞越土星最大的卫星土卫六（泰坦），据称它具有大气层。先驱者11号在1979年拍摄的照片表明，土卫六的大气浓度很高而且很复杂，进一步增加了人们的兴趣。飞越土卫六是在飞船进入土星系统时发生的。 旅行者对大气对太阳光的影响的测量以及对探测器对无线电信号的影响的地基测量被用于确定大气的成分，密度和压力。土卫六的质量也通过观察其对探针轨迹的影响来测量。浓密的大气阻止了对表面的任何肉眼观察，但是对大气成分，温度和压力的测量使得人们推测表面上可能存在液态碳氢化合物色淀。
这次靠近土卫六的决定使太空船受到了额外的引力影响，最终使太空船飞过土星南极下方并离开了黄道，终止了它的行星探索任务。如果旅行者1号飞跃失败或未能成功观测土卫六，旅行者2号的轨迹将被改变以飞越土卫六，并放弃对天王星和海王星的访问。
- 距离土星约5百万公里的照片，于最接近土星后四天拍摄。
- 土卫一，距離425,000公里處拍攝；右上方是赫歇尔撞击坑。
- 土卫三及其巨大的伊薩卡峽谷，攝於距離120萬公里處。
- 在土卫四的斷裂細條狀地形。

- 土卫五冰凍的地表幾乎被撞擊坑所佔據。
- 土卫六上的大气层分布伪彩色照片。
- 土卫六上大气层分布。
- 旅行者1号拍摄的土星环里的F环。

## 星际探索任务
在离开土星后，旅行者1号被美国太空总署形容为进行星际探索任务。估计两艘旅行者太空船上的电池，均能够提供足够电力至2020年代中叶或更久，以供船上一部份的仪器操作。

### 日球层顶

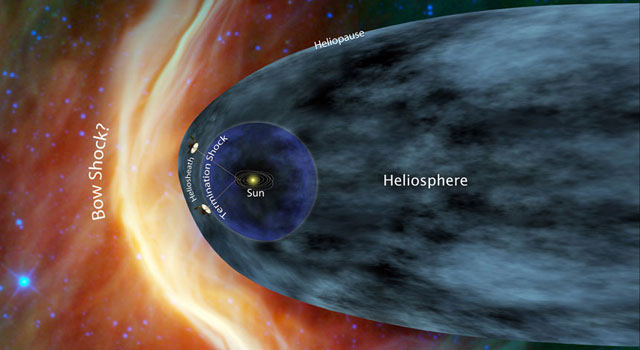
旅行者1号正处于日鞘（Heliosheath）

由于旅行者1号正向星际间的太空进发，船上的仪器将会继续对太阳系进行研究。喷气推进实验室的科学家们正使用载于船上的等离子体波实验来验证日球层顶的存在。
美国约翰·霍普金斯大学应用物理学实验室的科学家们相信旅行者1号于2003年2月已经进入了终端震波区域。但有些科学家在2003年11月6日的著名科学杂志《自然》上表示质疑。而在2005年5月25日早上，在新奥尔良举行的美国地球物理学会（AGU）一个科学会议上，艾德·斯托恩博士呈上了旅行者1号已于2004年12月离开了终端震波的证据"SH22A-01" 。由于船上的太阳风检测器早于1990年停止运作，所以这次讨论在数月后仍未得出结论，只好期待其他资料到手为止。最终，美国太空总署于2005年5月发布新闻稿，宣布大家已有共识旅行者1号正处于日鞘。
现时旅行者1号显然已完全进入日鞘，即介乎太阳系与星际物质之间的终端震波区域。如果旅行者1号最终在离开日球层顶后仍能有效运作，科学家们将有机会首次量度到星际物质的实际情况。

## 现况

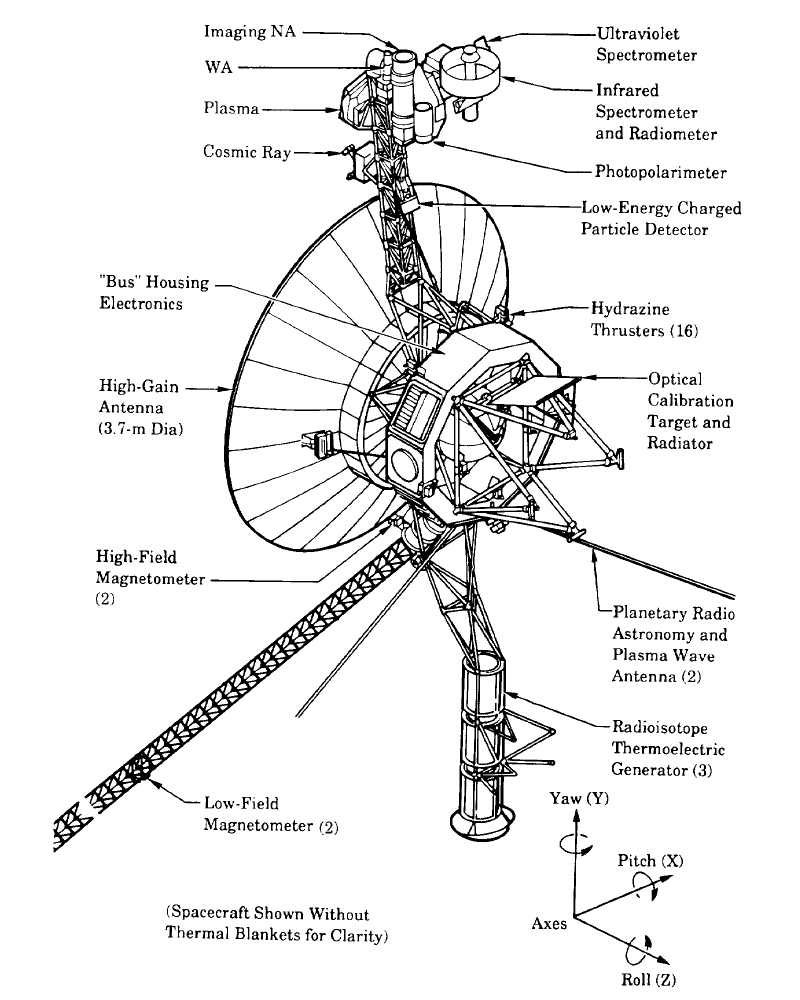
航海家1号结构

在2007年7月7日，先锋号和航海家号的位置和追踪。图片指出了航海家2号比先锋11号远并且由于其-55度的偏角只能表示在图片中的一个位置，而航海家1号则是因为太过于遥远而只能表示在图片中的另一个大略位置

旅行者1号在2011年3月9日距离太阳大约116.406个天文单位（约10,816,616,569哩或是约0.00183光年）。以光速往来太空船和地球间的无线电讯号大约耗时16.13个小时。航海家1号目前的相对速度是17.062公里/秒或61,452公里/每小时（约38,185哩/每小时）。每年约3.599天文单位，比姐妹号旅行者2号快了10%。旅行者1号在这样的速度下，若朝著半人马座比邻星的方向前進，将花上73,600年才會抵達。
旅行者1号在2011年3月9日的位置在赤经17.184时、赤纬12.14°，并且在黄道34.9°纬度位置，从地球上观测来看它是朝向蛇夫座前进。美国太空总署每天持续用深空网路对旅行者1号做追踪。这个网路会以旅行者1号的无线电讯号来测量高度和方位角，并且也会测量地球与旅行者1号之间的距离。
旅行者1号并没有朝向任何特定的星座前进，但是在约4万年后它会以1.6光年的距离经过蛇夫座的AC+79 3888恒星。这个恒星大体上来讲正以每秒119公里的速度朝向我们的太阳系移动。
德国AMSAT（业余无线电卫星通讯组织）在2006年3月31日追踪并接收到来自旅行者1号的数据，他们于波鸿使用了一台20米的碟型天线配合长观测时间技术。那些数据其后与深空网路位于西班牙马德里的观测站获取的数据进行了校对及验证（AMSAT-DL的德语文件、ARRL的英语文件 （页面存档备份，存于））。相信这是首次对旅行者有这样的追踪。
天文学家在2010年12月13日证实旅行者1号通过太阳风的尽头，天文学家怀疑是由于星际风反向吹入太阳圈而使太阳风偏向另一边。太阳风侦测读数自2010年6月起一直保持在0，提供了关键证据。子午线（南北向）的太阳风，也就是天文学家怀疑太阳风速度增加的地方并不能推断旅行者1号的目前位置。旅行者1号在这一天距离太阳大约173亿公里。
2012年6月14日，科学家通过分析来自旅行者1号的数据得出结论：第一艘人类制造的星际飞行器正位于太阳系边缘，即将飞往星际空间。旅行者1号预计在2015年11月19日将飞行至距离太阳133.15个天文单位。
2012年6月17日，NASA公布，经过35年的飞行，旅行者1号已经离开太阳系，成为首个离开太阳系的人造物体。根据NASA的说法，证据如下：首先，“旅行者1号”上携带了两个高能望远镜，在过去3年里，它们接收到了越来越多的宇宙射线。而且，从今年5月开始，这一数据急剧上升。其次，探测器还能感测到一种来自太阳的高能粒子，但是，近期这些粒子的数量也在不断下降。基于这些数据，美国宇航局参与“旅行者”项目的科学家埃德·斯通说：“人类向星际空间派出的首个使者已在太阳系边缘。而它一旦进入星际空间，就将需要4万年的时间才能抵达下一个行星系。
2012年9月9日，距离地球约一百一十亿英里，以每秒八英里的速度飞行，位处太阳系的边缘位置，探测器目前依靠放射性同位素热电机发电，系统最低限度运作至2020年。科学家表示，当探测器遇到三个情况，就可确定探测器已飞出太阳系，进入恒星际空间，包括来自太阳的太阳风风力急跌、宇宙射线水平飙升，及包围探测器的磁场转变。之后，科学家会将探测器调校至“节能模式”，让探测器能运作多个世纪。
2013年9月12日，NASA确认，“旅行者1号”探测器已经离开太阳系。NASA的发言人表示：“旅行者号已经到达了从来没有探测器到达过的空间，这是人类的科学发展史上的里程碑。”一系列相关资料证明了旅行者号已经脱离了包裹着太阳系的由炽热而活跃的粒子组成的太阳圈顶层，进入了寒冷黑暗的恒星际空间。历经39年的旅行，离地球约206亿公里，终于成为第一个离开太阳系的人造物体。
2017年12月2日，时隔37年旅行者1号团队的科学家与工程师对其发出了指令，命令它4个轨道修正推进器再次点火，以判断飞行器的方向定位能力，最终旅行者1号做出正确的回应。这些轨道修正推进器用于帮助保持探针的天线指向地球，使得旅行者1号能够继续向NASA传输数据约两到三年。
关于旅行者1号的更新资料（或旅行者2号、先锋10号、先锋11号和新视野号）会即时公布在太空飞行器离开太阳系 （页面存档备份，存于）以及每周任务报告（页面存档备份，存于）。
航行者一號自2017年起不斷錄到來自星際空間、平穩持續的等離子波訊號，科學家相信有助了解星際空間的奧秘。
2022年7月9日，美國射电天文学家Wael Farah使用旧金山的艾伦望远镜阵的其中20個碟型天線並指向旅行者1号的計算位置，捕獲並记录到15分钟的動態訊號频谱，經與計算值比較後確認為旅行者1号的訊號。
2023年12月，航海家1號的飛行資料系統（Flight Data System，FDS）無法控制其遙測調變單元（telemetry modulation unit）子系統，導致探測器無法將科學數據發送回地球，僅能重複發送相同的資料。儘管曾嘗試重新啟動飛行資料系統，但仍無法解決該問題。此外，由於探測器與地球的距離超過150億英里（240億公里），使得命令到達探測器所需的時間約為22.5小時，該問題更加複雜。NASA于2024年4月4日宣布，问题大概率存在于一件损坏的飞行资料系统内存单元，推测起于此单元被高能粒子击中。工程师们通过于2024年4月18日将其代码转移到未损坏的元件，放弃3%的存储，成功于2024年4月20日恢复正常通讯。

## 未来

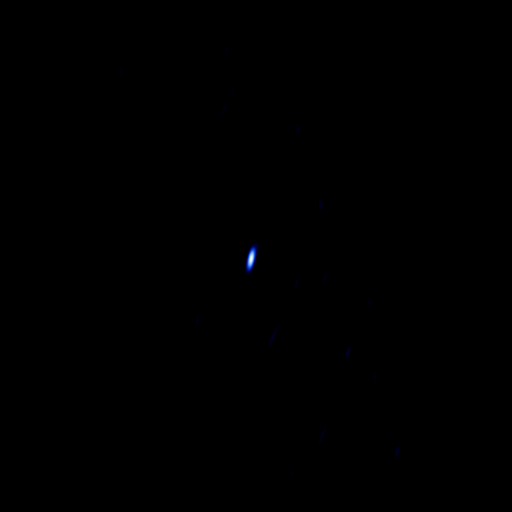
2013年2月21日所拍摄到的旅行者1号无线电信号图像

旅行者1号预计将在大约300年内抵达理论中的奥尔特云，并得花上三万年才能完全通过。尽管它在四万年内不会走向任何一颗特定的恒星，但它将会以1.6光年内的距离通过目前在鹿豹座中的恒星格利泽445。这颗恒星正以119 km/s（430,000 km/h；270,000 mph）的速度朝太阳系移动中。NASA说：“旅行者注定——也许永远——会漫游在银河系中。”
假设旅行者1号不与任何物体发生碰撞并且没有被收回，新视野号将永远不会通过它，尽管它从地球发射的速度比任何旅行者太空船都快。新视野号目前以大约15km/s的速度行驶，比旅行者1号行程慢2km/s，并且仍在放缓。当新视野号抵达现在旅行者1号相距太阳相同距离时，其速度将为13 km/s（8 mi/s）左右。
由于钚燃料源的放射性衰变，放射性同位素热电机提供的电功率会持续地下降，下降的速率为每年约4.2W。由于可用的电功率持续下降，每隔一段时间必须关闭太空船上的部分仪器，以确保剩下的仪器能继续运作。最有可能发回有关太阳圈和星际空间关键数据的仪器会优先确保运作，工程师则期望旅行者1号在2025年左右至少还能保有一个正常运作的科学仪器。
| 年份      | 因电力有限而停止操作的功能 |
| --------- | --- |
| 2007      | 等离子光谱仪（PLS） |
| 2008      | 行星无线电天文调查系统（PRA） |
| 2016      | 紫外光谱仪（UVS） |
| 待定      | 陀螺仪（原订2017年，但是因使用了备用的推进器使得年限延长。）                                                                                    |
| 待定      | 数据磁带机（DTR）（受限于使用70 米/34米天线阵列捕获1.4 kbit/s数据的能力；这是DTR能够读取数据的最低速率）                                  |
| 待定      | 其馀科学仪器（关闭顺序仍然未定，但是低能带电粒子仪（LECP）、宇宙射线系统（CRS）、磁强计（MAG）和等离子体波系统（PWS）等仪器预计仍在运行） |
| 2025–2036 | 没有足够电力供应任何单一仪器。2036年后，探测器将会超出深空网路所能探测的范围。                                                            |

## 旅行者唱片
旅行者1号上携带了一张铜质磁碟唱片，内容包括用55种人类语言录制的问候语和各类音乐，旨在向“外星人”表达人类的问候。唱片有12英寸厚，镀金表面，内藏留声机针。55种人类语言中包括了古代美索不达米亚阿卡得语等非常冷僻的语言，以及四种中国的语言（标准汉语、粤语、闽南语、吴语）。问候语为：“行星地球的孩子（向你们）问好”。唱片还包括了以下内容：
- 时任联合国秘书长库尔特·瓦尔德海姆的问候。
- 时任美国总统卡特的问候，内容是：“这是一份来自一个遥远的小小世界的礼物。上面记载着我们的声音、我们的科学、我们的影像、我们的音乐、我们的思想和感情。我们正努力生活过我们的时代，进入你们的时代。”
- 一个90分钟的声乐集锦，主要包括地球自然界的各种声音以及27首世界名曲，其中有中国古琴曲《流水》、莫扎特的《魔笛》和日本的尺八曲等。
- 115幅影像，太阳系各行星的图片、人类生殖器官图像及说明等。

## 大眾文化
旅行者1号在小說《Fate/Requiem》中以「Voyager」的職階登場，在故事中被描述以小王子的形象現世，寶具為「遙遠的藍色星球啊」（其英文与《暗淡藍點》的英文“Pale Blue Dot”相同）；以後在手機遊戲《Fate/Grand Order》中改編為以「Foreigner」的職階、但沿用相同寶具登場。
電影，旅行者1號被外星人截獲改造送回太陽系，造成地球毀滅危機。電影《後會無期》，旅行者1號是阿呂的偶像。

## 參閲
- 往太陽系外的飛行器
  - 旅行者1号
  - 旅行者2号
  - 先驱者10号
  - 先驱者11号
  - 新视野号
- 非载人宇宙飞船
- 太阳系探测器列表

### NASA官方網站
- 官方网站
- NASA歷年任務之旅行者号頁面
- 旅行者1号的X（前Twitter）
- 旅行者号现今状态

### 其他介紹網頁
- 美国航行者号飞出太阳系 （页面存档备份，存于） - 文章亦有镀金唱片内容的较详细介绍
- 旅行者一号的距离
- Voyager 1 Mission Profileby NASA's Solar System Exploration（页面存档备份，存于）
- Voyager 1 (NSSDC Master Catalog)（页面存档备份，存于）
- Spacecraft Escaping the Solar System—current positions and diagrams
- We Are Here: The Pale Blue Dot. （页面存档备份，存于）  A short film on The Pale Blue Dot picture taken by Voyager. Narrated by Carl Sagan.
- Heavens-above.com
- JPL Voyager Telecom Manual （页面存档备份，存于）
- Voyager 1 Has Outdistanced the Solar Wind （页面存档备份，存于）
- Explanation of VIM